# Azida

Ion azida

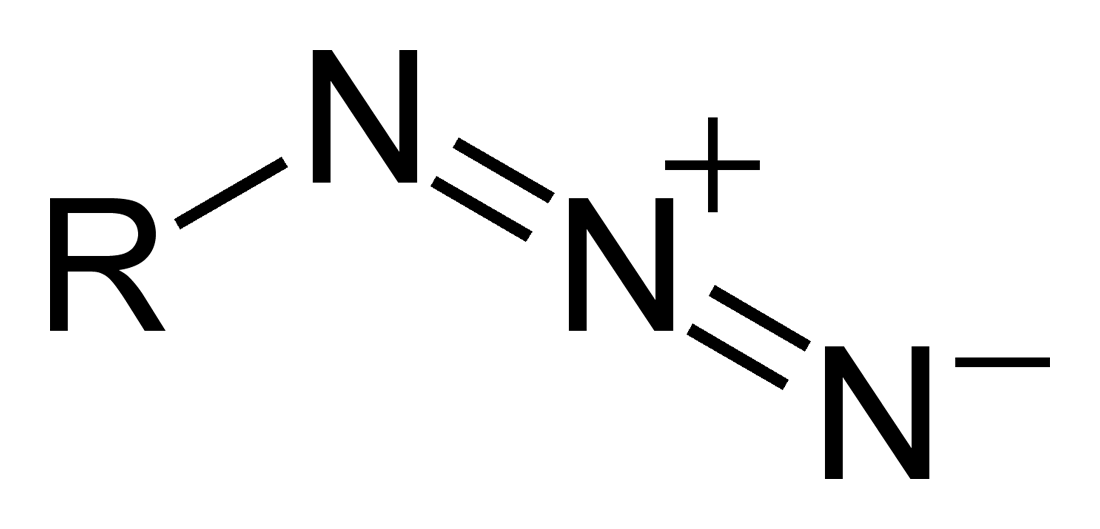
Grupo funcional azida

Azida es el anión con fórmula N3-. Es la base conjugada del ácido hidrazoico y también un grupo funcional en Química Orgánica. La azida es un nucleófilo , pero la alquil-azida, RN3,  es un electrófilo y por lo tanto buen grupo saliente. N3- es un anión lineal que tiene propiedades isoelectrónicas con las moléculas CO2 y N2O. Según la teoría del enlace de valencia, la azida puede ser descrita con diferentes estructuras resonantes, una de las más importantes es N-=N+=N-.

## Azidas inorgánicas

Azida de sodio, NaN_{3}.

Las azidas pueden formar compuestos con enlaces covalentes e iónicos con los metales. La azida de sodio, NaN3, es una sal que generalmente se emplea como generador de gas nitrógeno en la fabricación de airbags. Las azidas de origen covalente son muy numerosas, un ejemplo es [Co(NH3)5N3]Cl2. Uno de los compuestos organometálicos en los que se encuentra involucrado el grupo azida es el trimetilsilicioazida, N3[Si(CH3)3], el cual es a veces una fuente de N3-.

## Azidas en química orgánica
Desde la primera síntesis de azidas orgánicas, la fenil azida, por Peter Griess en 1864,, las azidas orgánicas se han convertido en unos importantes compuestos intermediarios en numerosas reacciones de la síntesis orgánica de distintas especies químicas. 

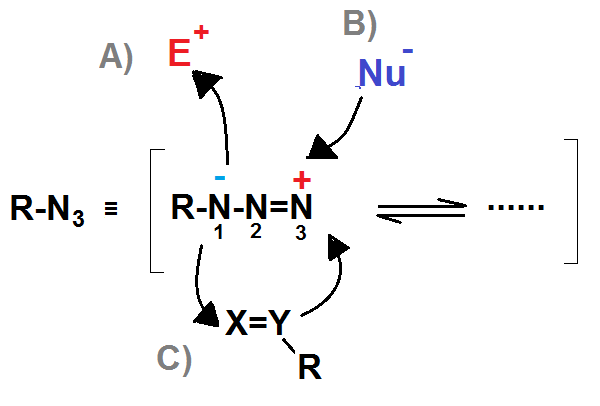
Resumen de reacciones principales del grupo azida

La reactividad de las azidas se puede resumir en tres mecanismos fundamentalmente como se representa en la figura: A) Ataque nucleofílico de la azida a través del nitrógeno, N1, a un grupo electrófilo; B) Ataque de un nucleófilo al nitrógeno N3 y C) la denominada adición o cicloadición en la que el grupo azida actúa como un dipolo frente a un dipolófilo como alquenos o alquinos.,
Un ejemplo de este tipo de adición es la adición de una aril azida a un norborneno que actúa como dipolófilo para dar lugar a una triazolina y un derivado aziridina en un ratio 6:1.,

Cicloadición de una aril-azida a un norborneno

Otra reacción de las azidas en el caso de las azidas de acilo es su descomposición via transposición de Curtius para dar lugar al correspondiente isocianato:

Las azidas forman parte de una serie de reactivos que dan lugar a reacciones englobadas dentro de la denominada Química click, en la que las síntesis y reacciones de nuevos compuestos se desarrollan bajo condiciones suaves y con una alta fiabilidad y altos rendimientos.

## Azidas en bioquímica
La forma aniónica de la azida es tóxica, es capaz de inhibir a la enzima citocromo c oxidasa formando un enlace irreversible con el cofactor hemo, en un proceso similar al realizado por el monóxido de carbono. Las sales de la azida son empleadas generalmente en bioquímica como elementos de mutagénesis.
La azida de sodio, junto con la kanamicina, se utilizan como agentes selectivos en medios de cultivo para detectar enterococos fecales, ya que esta clase de bacterias es resistente a ambas sustancias.

## Seguridad
- La azida de sodio, NaN3, es tóxica (LD50 en dosis orales en ratas de 27 mg/kg) y puede ser absorbida a través de la piel.
- Las azidas de metales pesados, tales como la azida de plomo o la azida de plata, son muy explosivas cuando son calentadas o agitadas.
- La azida de sodio se descompone explosivamente cuando se calienta por encima de los 275 °C.
- La azida de sodio reacciona violentamente con CS2, bromo, ácido nítrico, dimetilsulfato, y una serie de metales pesados, incluyendo el cobre y el plomo.
- En reacción con agua o ácidos de Brønsted son altamente tóxicos y explosivos liberando azida de hidrógeno.
- Se ha informado de que la azida de sodio y los polímeros basados en reactivos azida con contenido de diclorometano y cloroformo forman di y triazidometano respectivamente, ambos inestables en altas concentraciones cuando se hallan presentes en disolución. Diversas explosiones devastadoras han sido divulgadas por la literatura especializada cuando se realizaban mezclas concentradas mediante un evaporador rotatorio. Los peligros del diazidometano (y del triazidometano) han sido documentados por A. Hassner et al.[8]
- Las azidas de metales pesados son altamente explosivas bajo presiones repentinas, sobre todo cuando se emplea sodio y por esta razón deben tenerse precauciones cuando se almacenan, y lo mismo ocurre con los vapores de HN3 cuando entran en contacto con metales pesados o sus sales. Las azidas de sales con metales pesados pueden acumularse bajo ciertas circunstancias, por ejemplo, en tubos de metal o en secadores por liofilización, evitando de esta forma violentas explosiones. Algunos de los compuestos orgánicos basados en azidas se clasifican como altamente explosivos y tóxicos (las azidas inorgánicas se clasifican como neurotoxinas, y los iones azida como inhibidores del citocromo c oxidasa (COX)).
- Las iodoazidas en estado sólido son explosivas y no deberían prepararse en ausencia de un disolvente.[9]